# Gurla
Gurla är en ort i Indien.   Den ligger i distriktet Neemuch och delstaten Madhya Pradesh, i den centrala delen av landet, 500 km söder om huvudstaden New Delhi. Gurla ligger 466 meter över havet och antalet invånare är 2 962.
Terrängen runt Gurla är platt. Runt Gurla är det ganska tätbefolkat, med 155 invånare per kvadratkilometer. Det finns inga andra samhällen i närheten.